# 23768 Abu-Rmaileh
23768 Abu-Rmaileh là một tiểu hành tinh vành đai chính với chu kỳ quỹ đạo là 1266.6555975 ngày (3.47 năm).
Nó được phát hiện ngày 24 tháng 6 năm 1998 và được đặt tên cho Muhammad Akef Abu-Rmaileh người vào vòng chung kết Cuộc thi nhà khoa học trẻ kênh Discovery Channel năm 2007.